# Bogota (Nova Jersey)
Bogota és una població dels Estats Units a l'estat de Nova Jersey. Segons el cens del 2008 tenia 7.917 habitants.

## Demografia
Segons el cens del 2000, Bogota tenia 8.249 habitants, 2.874 habitatges, i 2.126 famílies. La densitat de població era de 4.190,7 habitants/km².
Dels 2.874 habitatges en un 36,5% hi vivien nens de menys de 18 anys, en un 56% hi vivien parelles casades, en un 13,8% dones solteres, i en un 26% no eren unitats familiars. En el 21,9% dels habitatges hi vivien persones soles el 8,1% de les quals corresponia a persones de 65 anys o més que vivien soles. El nombre mitjà de persones vivint en cada habitatge era de 2,85 i el nombre mitjà de persones que vivien en cada família era de 3,38.
Per edats la població es repartia de la següent manera: un 25,3% tenia menys de 18 anys, un 8,2% entre 18 i 24, un 32,1% entre 25 i 44, un 23,3% de 45 a 60 i un 11,1% 65 anys o més.
L'edat mediana era de 36 anys. Per cada 100 dones de 18 o més anys hi havia 87,1 homes.
La renda mediana per habitatge era de 59.813 $ i la renda mediana per família de 69.841 $. Els homes tenien una renda mediana de 49.347 $ mentre que les dones 36.406 $. La renda per capita de la població era de 25.505 $. Aproximadament el 2,6% de les famílies i el 4% de la població estaven per davall del llindar de pobresa.

## Poblacions més properes
El següent diagrama mostra les poblacions més properes.